# Rocky Raccoon
Rocky Raccoon ist ein Lied der Band The Beatles aus dem Jahr 1968. Es kann stilistisch dem Country zugeordnet werden, allerdings sind sowohl der Text als auch die Musik eher eine Parodie dieses Genres.

## Urheberschaft
Obwohl Rocky Raccoon, wie nahezu alle Lieder der Beatles, mit Lennon/McCartney gezeichnet ist, handelt es sich im Wesentlichen um eine Komposition von Paul McCartney. John Lennon steuerte lediglich Kleinigkeiten bei. Auch der Folk-Musiker Donovan war beteiligt. Entstanden ist das Lied Anfang 1968 während des Aufenthalts der Beatles bei Maharishi Mahesh Yogi in Rishikesh, Indien.

## Aufnahme
Rocky Raccoon gehört zu den Esher-Demos, die Ende Mai 1968 im Haus von George Harrison aufgenommen wurden. Rocky Raccoon wurde am 15. August 1968 in den Londoner Abbey Road Studios in folgender Besetzung aufgenommen:
- Paul McCartney (Leadgesang, Gitarre, Bass)
- John Lennon (Backing Vocals, Mundharmonika, Harmonium, sechssaitiger Bass)
- George Harrison (Backing Vocals)
- Ringo Starr (Schlagzeug)
- George Martin (Klavier)

Produzent war George Martin, Toningenieur war Ken Scott. Die Aufnahme von Rocky Raccoon dauerte, inklusive der Overdubs, rund acht Stunden – es wurden insgesamt zehn Takes eingespielt.

## Veröffentlichungen
- Rocky Raccoon wurde erstmals am 22. November 1968 vom Label Apple auf dem Album The Beatles veröffentlicht, in den USA erschien das Album drei Tage später, am 25. November. Bei dieser Version handelt es sich um Take 10.
- Auf der Kompilation Anthology 3 erschien im Oktober 1996 mit Take 8 eine alternative Version.[4]
- Am 9. November 2018 erschien die 50-jährige Jubiläumsausgabe des neu abgemischten Albums The Beatles (Super Deluxe Box), auf dieser befindet sich eine bisher unveröffentlichte Version (Take 8) von Rocky Raccoon sowie das Esher-Demo in einer neuen Abmischung von Giles Martin und Sam Okell.

## Sonstiges
Angelehnt an Davy Crockett mit Waschbärenmütze, im Fernsehen gespielt von Fess Parker, und den Song Davy Crockett, King of the Wild Frontier, erfand Paul McCartney die Figur „Rocky Raccoon“ (von englisch raccoon ‚Waschbär‘). Die Anfangszeile des rapartigen Liedes war inspiriert von dem Song The Black Hills of Dakota, den Doris Day in Calamity Jane singt.
Die Comicautoren Keith Giffen und Bill Mantlo ließen sich von Rocky Raccoon zu einem Superhelden inspirieren: Sie schufen im Jahr 1976 für Marvel einen Waschbären namens Rocket Raccoon.
Coverversionen dieses Lied wurden unter anderem von Lena Horne, Ramsey Lewis und Jack Sheldon (gemeinsam mit Benny Goodman) aufgenommen.